# 王家屏墓
王家屏墓，位于中华人民共和国山西省朔州市山阴县泥河乡河阳堡村南1公里处，为明代万历朝内阁首辅王家屏之墓。1986年列入第二批山西省文物保护单位。虽然被列入省级文物保护单位，王家屏墓并未得到很好的保护，几经偷盗，如今王家屏墓的七通碑石、五对石像都已不知所踪，只有入口处的墓表碑和神道碑未被盗走，但也已被损坏。现存的石像与七通碑文为当地文物部门后来重新制作。
据史料记载，王家屏墓神道两侧依次有石羊、石马、石虎、石人、石望柱各一对。墓冢之前，东西两面各有一座建筑，二者对称布局。东侧的建筑名叫礿祀堂，西侧的叫做纶褒堂。礿祀堂存碑五通，纶褒堂存碑两通，这七通碑为明代万历帝、泰昌帝、天启帝先后御赐王家屏的诰赠、敕赠、诰命，碑文在史料中均有收录，碑已被盗走。盗贼使用的是大型的起重、运输工具。墓区入口处的墓表碑和神道碑未被盗走，但被盗贼弄断。
当地文物部门重修时，新增重修王家屏墓碑记、王家屏墓碑两座碑，碑文使用电脑中的隶书和颜体字体。重修的七通碑由应县籍陈少卿、山阴籍的蔡天才和温江鸿三人写就。石像的重修参考了文物部门保存的图片和明孝陵、岳飞墓、于谦墓的石像。